# Goniurellia
Genre
Goniurellia est un genre d'insectes diptères de la famille des Tephritidae (un des genres de mouches des fruits),,.

## Liste d'espèces
Selon EOL (25 février 2014)
- Goniurellia apicalis Merz, 2002
- Goniurellia ebejeri Merz, 2002
- Goniurellia lacerata (Becker, 1913)
- Goniurellia longicauda Freidberg, 1980
- Goniurellia munroi Freidberg, 1980
- Goniurellia octoradiata Merz, 2002
- Goniurellia omissa Freidberg, 1980
- Goniurellia persignata Freidberg, 1980
- Goniurellia spinifera Freidberg, 1980
- Goniurellia tridens  (Hendel, 1910)